# 竹本住太夫 (7代目)
- 竹本住太夫（現在の公式表記）
- 竹本住大夫（2016年3月まで使用された表記、当時発行された出版物等の表記）

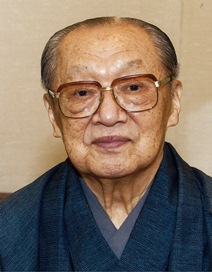
文化勲章受章に際して公表された肖像写真

7代目 竹本 住太夫（たけもと すみたゆう、1924年10月28日 - 2018年4月28日）は、義太夫節の太夫。重要無形文化財保持者（人間国宝）、文化勲章受章者・文化功労者。

## 経歴
大阪生まれ。出生と同時に、子どもがいなかった実母の姉とその夫である6代目（本名・岸本吟治）夫妻の養子となる。本名・岸本欣一。生まれ育った北新地は、お茶屋が並び、昼から三味線や唄や浄瑠璃が聞こえる「花街と文楽が溶け合う」街で、実父も祖父も文楽の三味線弾きだったが、元芸者だった養母は芸人が金にならないのを見てきたため常々商売人になるよう言い、欣一が小学校を卒業すると大阪商業学校に入学させた。商売に興味のない欣一は野球の盛んだった浪華商業学校に編入したが、戦争で1941（昭和16）年に繰り上げ卒業となり、文楽の道に進もうとしたが、養母の勧めで兵役免除のため日本大学大阪専門学校に進学。しかしこれも1944（昭和19）年に繰り上げ卒業となり、徴兵される。
1946（昭和21）年の復員後、文楽に進む決意固く、2代目豊竹古靱太夫（のちの豊竹山城少掾）に入門。1960年、9代目竹本文字太夫を襲名、1985年、7代目竹本住太夫を襲名。同年、モービル音楽賞（邦楽部門）受賞。1989年、重要無形文化財保持者（人間国宝）に認定、2002年、日本芸術院会員、2004年、毎日芸術賞受賞、2005年、文化功労者、2007年度朝日賞受賞、2008年、フランス・芸術文化勲章コマンドゥール受章、2013年、菊池寛賞受賞。没後叙従三位。
2014年2月28日に大阪市内で会見し、同年4月の大阪公演と5月の東京公演を最後に、現役を引退することを表明。2014年5月26日、国立劇場小劇場で恋女房染分手綱沓掛村の段のキリを務め、68年におよぶ大夫人生に幕を下ろした。同年文化勲章受章。2016年、第10回ベスト・プラウド・ファーザー賞in関西 学術文化部門を受賞。
引退後も精力的に活動し、2015年（平成27年）11月には大阪市立中央図書館において、作家の小佐田定雄を聞き手に「文楽よもやまばなし」と題した講演会を行った。
2018年4月28日、大阪市の病院で肺炎のため死去。93歳没。
孫は脚本家の岸本みゆき。

## 著書
- 『言うて暮しているうちに 文楽説き語り』和多田勝構成、創元社 1985
- 『文楽のこころを語る』文藝春秋 2003、文春文庫 2009
- 『なほになほなほ』日本経済新聞出版社 2008
- 『人間、やっぱり情でんなぁ』聞き書き樋渡優子、文藝春秋 2014、文春文庫 2018
- 『七世竹本住大夫 私が歩んだ90年』聞き手高遠弘美・福田逸、講談社 2015

評伝
- 高遠弘美『七世竹本住大夫　限りなき藝の道』講談社 2013

## 関連動画
- 竹本住太夫さんの最後の舞台 - YouTube（朝日新聞社提供、2018年4月28日公開）